# Melanesobasis simmondsi
Melanesobasis simmondsi là một loài chuồn chuồn kim trong họ Coenagrionidae.
Melanesobasis simmondsi được Tillyard miêu tả khoa học năm 1924.